# Найти своих (трилогія)
«Найти своих»  — пісня української співачки Тіни Кароль. Як  сингл випущений 17 вересня  2020 року. Входить до альбому  "Найти своих".

## Опис
"Найти своих" - це щастя, втратити - випробування. Але надбання "своїх" можливо тільки тоді, коли припиняєш шукати", - відмітила Тіна.

Українська співачка Тіна Кароль презентувала кліп «Найти своих» , який складається з трьох заголовних пісень її однойменного нового альбому - "«Найти своих» ", "Лодочка" і "Небо". Як мовиться в описі, відео є емоційним пазлом, який складається у відповідь на питання : "В чому криється щастя"?

## Відеокліп
Режисером 18-хвилинного відео став Стас Морозов.
У кліпі Тіна Кароль виконала роль героїні, якій люди довірили сокровенні секрети своїх душ.
Для одних Тіна рятівний круг, для інших справедливий вирок.
Ця відеоробота являється наймасштабнішої в кар'єрі виконавиці і одночасно її крихкою музичною сповіддю. Вона складається з пісень-визнань, які об'єднані в одну історію. Для різних образів Тіни Кароль було підготовлено більше 50 нарядів.

## Текст

### Найти своих
Вспоминаю посекундно своё прошлое
Я там не верила как будто
Что будет лучше впереди
Рассыпалась на осколки
Искала большего
Но не могла тебя найти

Ты научил меня не слушать
Глупые сплетни за спиной
Когда чужие лезли в душу
Ты укрывал меня собой
Я знаю прозвучит банально
Но я в первые не боюсь
Иду с закрытыми глазами
И я в тебе не ошибусь

Ты меня нашёл среди тысячи лиц
Сердцу горячо, слёзы на ресницах
Сильнее всех друг друга держим
Я твоя нежность, ты мой стержень
Ты меня несёшь на руках своих
Радости минут делим на двоих
Оказалось счастье в простом кроется
Найти своих и успокоиться
Найти своих и успокоиться

Мы случайные совпали
В этом городе ветров
Один шаг, одно касание
И мне нет ближе никого
Но в этом море счастье зыбко
И я молчу, чтобы не спугнуть
Пускай другим важна картинка
А нам с тобой важна лишь суть

### Лодочка
Раскололось небо, потеряны в грубости
И зашиты от нежности, доверия минимум
Я неприкаянно гляжу в окно
А ты отчаянно жмёшь на газ своего звездолёта
Чтоб оторваться от земли
И не встречать моих растерянных глаз
А я буду ждать тебя вечность
Слушая космоса бас

В лодочке, в маленькой
По морю из собственных слёз
В лодочке, в маленькой
Плыву в темноте при свете звёзд

Я вспоминаю летний дождь
В лицо минувшему смотрю
И жду, когда же ты придёшь
В моём раю, в моём раю
Я вспоминаю летний дождь
В лицо минувшему смотрю
И жду, когда же ты придёшь
В моём раю, в моём раю
В моём раю, в моём раю
В моём раю

Попутный ветер не рискует
Украсть мой дивный уголок
Обо всём на свете не забуду
Бежим меж волн, шумя потом

### Небо
Надежда - мой компас земной
Эта фраза спета не мной
Распята тобой, умыта росой

Земля бежит из под ног
И это урок, наш диалог
Спущен курок, смущаюсь
Небо смотрит свысока на нас
Небо смотрит свысока (На нас)

А гордость забыта давно
Я преданный раб, твоих желаний прораб
Нежно целую и понеслась дерзость

А горечь, а горечь обид
В голове суицид - душим желание
За горло любовь, не моё наказание
Небо смотрит свысока на нас
Небо смотрит свысока (На нас)
Я скучаю по тебе (По тебе)
И мне не важно, приму как есть, оу-йе
Я скучаю по тебе, ты с ней опять
Я всё равно жду тебя
Чай заварен на столе
Без сахара, лимон
Всё, как любил он
Всё, как любил он
Смотрит свысока
Смотрит свысока

## Live виконання
2020 р. "Найти своих" -  "Вечірній квартал" 
2020 р. "Найти своих" -  "Танці з Зірками" 
2020 р. "Найти своих" -   Новорічний "Вечірній квартал"  
2020 р.  Альбом "Найти своих" - у проекті Хіт FM LIVE

## Список композицій
| Цифрове завантаження, стримінг | Цифрове завантаження, стримінг | Цифрове завантаження, стримінг | Цифрове завантаження, стримінг | Цифрове завантаження, стримінг |
| #                              | Назва                          | Автор слів                     | Автор музики                   | Тривалість                     |
| ------------------------------ | ------------------------------ | ------------------------------ | ------------------------------ | ------------------------------ |
| 1.                             | «Найти своих»                  | Офліян Катерина                | Тіна Кароль                    | 3:47                           |
| 2.                             | «Лодочка»                      | Раєнко Ростислав, Тіна Кароль  | Тіна Кароль                    | 4:10                           |
| 3.                             | «Небо»                         | Тіна Кароль                    | Gregory Gourtrell Mitchell JR  | 3:54                           |